# Alien versus Predator
Alien versus Predator (títol original en anglès Alien vs. Predator) és una pel·lícula de 2004 produïda entre els Estats Units, Itàlia, Alemanya, Canadà i la República Txeca de ciència-ficció dirigida per Paul W. S. Anderson, estrenada el 2004 i produïda per 20th Century Fox. La pel·lícula és hereva de la influència de les sèries cinematogràfiques iniciades amb les pel·lícules Alien (1979) i Predator (1987), a partir d'un concepte originat en un còmic del 1989 i passant per un videojoc del 1999. Anderson, Dan O'Bannon i Ronald Shusett van escriure la història mentre que Anderson i Shane Salern van adaptar el guió. Van estar influïts per la mitologia asteca, la sèrie d'historietes i els escrits de Erich von Däniken.
Ambientada el 2004, la pel·lícula segueix a un grup de paleontòlegs, arqueòlegs i altres, reunits pel multimilionari Charles Bishop Weyland (Lance Henriksen) per a una expedició a prop de l'Antàrtida per investigar un senyal de calor misteriós. Weyland espera per reclamar com a seu la troballa, i el seu grup descobreix una piràmide sota de la superfície d'una abandonada estació de caça de balenes. Els jeroglífics i escultures revelen que la piràmide és un vedat de caça per als depredadors que maten als aliens com un ritu de passatge. Els éssers humans estan atrapats enmig d'una batalla entre les dues espècies i tractar d'evitar que els Aliens arribin a la superfície.
La pel·lícula va ser estrenada el 13 d'agost de 2004 a Amèrica del Nord i va rebre crítiques negatives dels crítics de cinema. Alguns van elogiar els efectes especials i escenografia, mentre que altres van rebutjar la pel·lícula per la seu "diàleg de fusta" i "personatges de cartró". No obstant això, Alien vs Depredador va ser un èxit comercial, recaptant més de 172 milions de dòlars en contra del seu pressupost de producció de $ 60 milions. L'èxit de la pel·lícula va donar lloc a una seqüela El 2007 titulada Aliens vs. Depredador - Requiem. Aquesta pel·lícula ha estat doblada al català.

## Argument
Charles Bishop Weyland, un ric industrial, organitza una expedició científica amb destinació a l'Antàrtida, amb l'objectiu d'explorar una piràmide situada aproximadament a 600 metres sota el gel. Sobre el terreny, l'equip descobreix que criatures extraterrestres, els predators, es lliuren a sacrificis rituals incloent aliens, una altra espècie extraterrestre. Però aviat, les sortides de la piràmide es tanquen de nou sobre l'expedició, els membres del qual comencen a ser delmats per una i l'altre de les dues espècies... però el que no saben, és que una reina alien és retinguda presa dels predators i que els seus temptaran d'alliberar-la per tal que la seva espècie guanyi...

## Repartiment

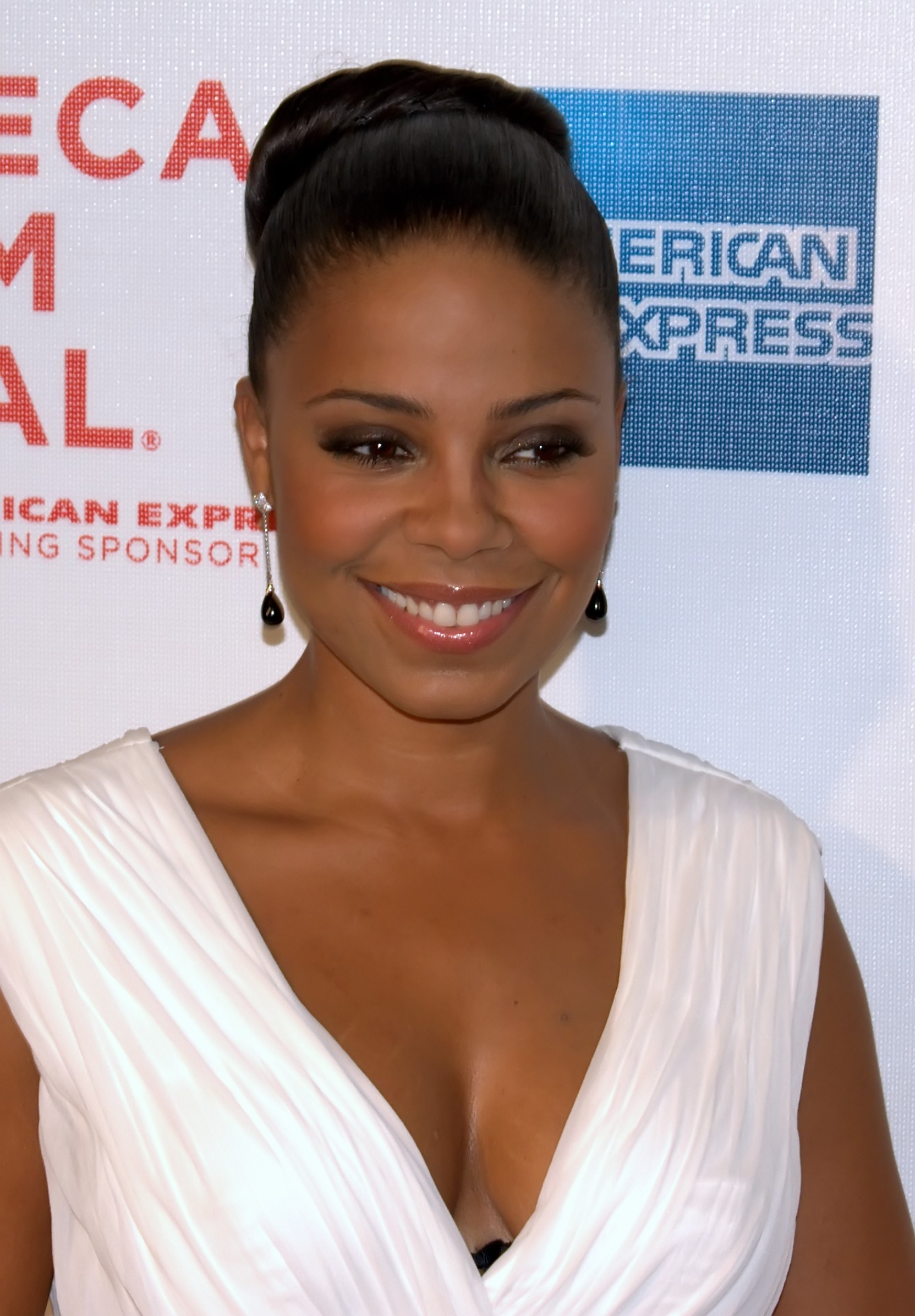
Sanaa Lathan que interpreta a Alexa Woods, en un festival cinematogràfic el 2009.

| Personatge             | Intèrpret            | Veu en català   |
| ---------------------- | -------------------- | --------------- |
| Alexa Woods            | Sanaa Lathan         | Esther Solans   |
| Sebastian de Rosa      | Raoul Bova           | Oriol Rafel     |
| Charles Bishop Weyland | Lance Henriksen      | Pep Torrents    |
| Graeme Miller          | Ewen Bremner (I)     | Albert Mieza    |
| Maxwell Stafford       | Colin Salmon         | Santi Lorenz    |
| Mark Verheiden         | Tommy Flanagan (I)   | Domènech Farell |
| Joe Connors            | Joseph Rye           | (Desconegut)    |
| Adele Rousseau         | Agathe de la Boulaye | Alicia Laorden  |
| Rusten Quinn           | Carsten Norgaard     | Pep Ribas       |
| Thomas Parks           | Sam Troughton        | Marc Zanni      |
| Veus Addicionals       | (Veu)                | Jaume Costa     |
| Veus Addicionals       | (Veu)                | Oriol de Balle  |
| Veus Addicionals       | (Veu)                | Cesc Martínez   |
| Veus Addicionals       | (Veu)                | Jordi Pineda    |

## Llocs de rodatge
La producció va començar a finals del 2003 a Barrandov Studios ubicat en Praga (República Txeca), on la majoria de la filmació va tenir lloc. El dissenyador de producció Richard Bridgland estava encarregat dels sets, l'artilleria i els vehicles, basant-se en un primer disseny del concepte que Anderson havia creat, amb el qual es donava una àmplia visió de com es veuria tot l'equip.De 25 a 30 escenaris de mida natural van ser construïts en Barrandov Studios, molts dels quals eren interiors de la piràmide. La mida de la piràmide, les escultures i els jeroglífics, van tenir influència de civilitzacions egípcies, cambodjanes i Asteques, mentre que els canvis continus de les sales de la piràmide van ser fets per crear un ambient claustrofòbic, similar a la pel·lícula original d'Alien. D'acord amb Anderson, si haguessin construït el set a Los Angeles haguessin tingut un cost de 20 milions de dòlars. No obstant això, a Praga va costar només 2 milions de dòlars, un factor important quan el pressupost de la pel·lícula era menor a 50 milions.
Es van crear reproduccions en miniatura per donar un toc de realisme durant la filmació, sent millor que dependre d'una imatge generada per ordinador. Per l'estació de caça de balenes i els sets de mida natural, es van fer servir més de 700 bosses de neu artificial (Prop de 15-20 tones). El productor d'efectes visuals, Arthur Windus, va assegurar que les miniatures van ser beneficioses per al procés de filmació: "Amb els gràfics computats, cal gastar molt de temps per fer-ho real".

## Al voltant de la pel·lícula
- Pel·lícula inspirada en la sèrie de dibuixos animats  Alien versus Predator de Randy Stradley, creada per Phill Norwood el 1991 a Dark Horse Comics.
- La continuació de la pel·lícula es va estrenar el 2 de gener de 2008: Aliens versus Predator: Requiem
- Charles Bishop Weyland, el milionari responsable de l'expedició és el creador de la famosa Companyia Weyland de la saga Alien que farà servir Ripley. La seva cara serà utilitzada per crear l'androide Bishop a Aliens el retorn i Bishop 2 a Aliens 3.
- Al final d Alien versus Predator, un ésser surt del cos del Predator difunt. Aquest depredador és el famós Predalien, heroi principal d'Aliens versus Predator: Requiem.

## Premis i nominacions
L'any 2005 la pel·lícula va obtenir el premi BMI Film & TV Awards a la millor música per Harald Kloser, i va estar nominada al premi del pitjor remake (Worst Remake or Sequel) als Razzie Awards.

## Influència posterior
En les primeres idees la història es desenvolupava amb éssers humans que intentaven atreure els Depredadors amb els ous de Alien, encara que es va rebutjar la idea.
Influenciat pel treball d'Erich von Däniken, Anderson va investigar les teories de von Däniken sobre la forma en què creia que les primeres civilitzacions van ser capaços de construir piràmides amb l'ajuda dels extraterrestres, una idea elaborada a partir de mitologia asteca.Anderson teixia aquestes idees en Alien vs Predator, que descriu un escenari en el qual els Predators van ensenyar a construir les piràmides. Per explicar com aquestes antigues civilitzacions "van desaparèixer sense deixar rastre", Anderson va tenir la idea que els Depredadors, aclaparats pels Xenomorfes, utilitzarien la seva arma d'acte-destrucció per matar tota la zona.
La novel·la At the Mountains of Madness de Howard Phillips Lovecraft publicada el 1931 va servir d'inspiració per a la pel·lícula, i diversos elements de la sèrie de còmics Aliens vs Predator van ser inclosos. El guió inicial d'Anderson incloïa l'aparició de cinc depredadors en la pel·lícula, però després el nombre va ser reduït a tres.
Com Alien vs Predator és una seqüela de la saga Depredador i una preqüela de la sèrie Alien, Anderson va ser curós amb no contradir la continuïtat en les franquícies. Va triar situar la pel·lícula a la remota illa Bouvet, comentant "és definitivament l'entorn més hostil de la Terra i probablement el més proper a una superfície extraterrestre que pots aconseguir"
Anderson va pensar que ambientar la pel·lícula en un entorn urbà com Nova York trencaria la continuïtat amb la sèrie Alien, ja que la protagonista, Ellen Ripley, no tenia coneixement que les criatures existissin. "No pots tenir a un àlien corrent per la ciutat ara, perquè s'hagués escrit sobre això i tothom ho hagués sabut. Així que no hi ha res en aquesta pel·lícula que contradigui res que ja existeixi"